# Khtsaberd
Khtsaberd (in armeno Խծաբերդ?) o Çaylaqqala (in azero Çaylaqqala) è una comunità rurale del distretto di Xocavənd in Azerbaigian, facente parte fino al 2020 della regione di Hadrowt' nella repubblica di Artsakh, già repubblica del Nagorno Karabakh, situata in una zona montuosa all'estremità occidentale della regione.
Secondo il censimento del 2005 contava poco meno di centocinquanta abitanti.

## Storia
Il villaggio fu collettivizzato nel 1932 e l'energia elettrica fu portata nel 1964. 155 residenti del villaggio combatterono nella Seconda guerra mondiale, di cui 84 morirono. Nel villaggio c'è un monumento commemorativo in onore dei caduti. Durante il periodo sovietico, il villaggio faceva parte del distretto di Hadrut dell'Oblast' Autonoma del Nagorno Karabakh. Dopo la Prima guerra del Nagorno Karabakh, il villaggio fu amministrato come parte della regione di Hadrut della Repubblica separatista di Artsakh. Hin Tagher, Khtsaberd/Çaylaqqala e Katarovank divennero punti forti di resistenza dell'Artsakh durante la guerra del Nagorno Karabakh del 2020. Nonostante l'accordo di cessate il fuoco, sono scoppiati scontri intorno alla sacca armena in questa zona e il villaggio fu catturato dall'Azerbaigian il 12 dicembre 2020, mentre alcuni scontri continuavano nella zona. Le forze di peacekeeping russe arrivarono nell'area il 13 dicembre 2020. Successivamente, venne riferito che Hin Tagher e Khtsaberd/Çaylaqqala passarono sotto il controllo dell'Azerbaigian, poiché le forze di pace russe rimossero l'area dalla loro mappa di responsabilità il 14 dicembre 2020.

## Monumenti e luoghi d'interesse
I siti del patrimonio storico nel villaggio e nei suoi dintorni includono la chiesa di Yeghtsan Dzor del XVI-XVII secolo (armeno: Եղցան ձոր), una khachkar del XVI-XVII secolo, un cimitero risalente al periodo compreso tra il XVII e il XIX secolo, un mulino ad acqua del XIX secolo, e una semplice chiesa armena costruita nel 1836, semi-rovinata nel 1990.